# NGC 4210
NGC 4210 est une galaxie spirale située dans la constellation du Dragon. NGC 4210 a été découverte par l'astronome germano-britannique William Herschel en 1790.

## Caractéristiques
Sa vitesse par rapport au fond diffus cosmologique est de 2 812 ± 8 km/s, ce qui correspond à une distance de Hubble de 41,5 ± 2,9 Mpc (∼135 millions d'al).
La classe de luminosité de NGC 4210 est II et elle présente une large raie HI. Selon la base de données Simbad, NGC 4210 est une galaxie LINER, c'est-à-dire une galaxie dont le noyau présente un spectre d'émission caractérisé par de larges raies d'atomes faiblement ionisés.

## Supernova
La supernova SN 2002ho a été découverte dans NGC 4210 le 5 novembre 2002 par l'astronome amateur britannique Tom Boles. Cette supernova était de type Ic. 

## Groupe de NGC 4256
NGC 4210 fait partie du groupe de NGC 4256. Selon A.M. Garcia, ce groupe de galaxies compte au moins 7 membres. Les autres galaxies du groupe sont NGC 4108, NGC 4221, NGC 4256, NGC 4332, NGC 4513 et NGC 4108B (PGC 38461).